# Songs of a Lost World
Songs of a Lost World è il quattordicesimo album in studio della band britannica The Cure, pubblicato il 1° novembre 2024.

## Antefatti
Songs of a Lost World è stato annunciato diversi anni prima della sua pubblicazione ed è il primo album in studio della band da 4:13 Dream nel 2008. L'album in origine avrebbe dovuto essere pubblicato nel 2019. Si tratta del primo disco completo registrato con Reeves Gabrels alla chitarra, da quando è entrato ufficialmente nella formazione dei Cure nel 2012. Vede anche il ritorno in studio del tastierista Roger O'Donnell, tornato nella band nel 2011 dopo un'assenza di sei anni.
Cinque delle canzoni dell'album, inclusa Alone, erano state suonate dal vivo nel 2022 e nel 2023 durante il loro tour mondiale Shows of a Lost World.
Le canzoni sono state interamente scritte, composte e arrangiate da Robert Smith. Durante il processo di scrittura, Smith ha trovato difficoltà nel trovare le immagini giuste per Alone, trovando poi ispirazione dalla poesia di Ernest Dowson Dregs.

## Artwork
Smith ha scelto Bagatelle, una scultura realizzata nel 1975 dall’artista sloveno Janez Pirnat, come copertina del suo album. L'artista scoprì per caso l'opera d'arte, quando gli venne regalato un libro sulla scultura contemporanea. Smith pensò che quell'opera fosse "il pezzo mancante al puzzle dell'album" e così la utilizzò come copertina. Il design della stessa è di Andy Vella.
Il libretto dell’album contiene il testo di una canzone non pubblicata, Bodiam Sky, che in origine avrebbe dovuto essere inclusa. Robert Smith ha affermato in un’intervista precedente alla pubblicazione che questa canzone potrebbe essere inclusa nell’album che farà seguito a Songs of a Lost World.

## Promozione
L’album è stato annunciato ufficialmente il 26 settembre 2024, con la pubblicazione del primo singolo, Alone, e un sito web dedicato. L’elenco delle tracce è stato rivelato in un’e-mail inviata ai membri della mailing list il 9 ottobre 2024, dopo di che è stata pubblicata nel sito ufficiale dei Cure.
Il secondo singolo, A Fragile Thing, è stato pubblicato il 9 ottobre 2024. Il 14 ottobre 2024 Smith ha detto che il tour di supporto a Songs of a Lost World sarebbe iniziato l’autunno dell’anno successivo dopo il completamento dell’album successivo
La band ha suonato un concerto al BBC Radio Theatre il 31 ottobre con un’ora di trasmissione su BBC Radio 2 nello show In Concert che ha visto versioni di Alone, A Fragile Thing ed Endsong, e un’altra ora di trasmissione su BBC Radio 6 Music per lo show di Huw Stephens, che ha visto versioni di I Can Never Say Goodbye, And Nothing Is Forever e All I Ever Am.

## Pubblicazione
L’album, pubblicato in diversi formati, segna il ritorno con la Fiction Records. Il vinile è stato pubblicato in sei diverse varianti nel Regno Unito, tutte stampate su bioplastica da Polydor. Vi è stata inoltre un’edizione in cassetta e doppia cassetta.
Oltre al CD standard, un’edizione deluxe da 3 CD vede le versioni strumentali di tutte le 8 canzoni pubblicate, assieme a un Blu-ray con stereo ad alta risoluzione e mix Dolby Atmos delle canzoni.
Un’ulteriore edizione deluxe solo digitale dell’album è stata pubblicata il 5 novembre 2024, con presenza di versioni dal vivo di cinque canzoni suonate allo Shoreline Amphitheater nel 2023. Questa edizione vede un artwork bianco unico.
| Recensione           | Giudizio |
| -------------------- | -------- |
| AllMusic             |          |
| Clash                | 9/10     |
| The Guardian         |          |
| The Irish Times      |          |
| The Line of Best Fit | 8/10     |
| Mojo                 |          |
| NME                  |          |
| Pitchfork            | 7.9/10   |
| The Times            |          |
| Uncut                | 9/10     |

## Accoglienza
L'album, non appena è stato rilasciato, ha ricevuto il plauso di critica e pubblico, e un'acclamazione all'unanimità.
Franck Vergeade di Les Inrockuptibles ha riportato che "sono stati autorizzati solo due ascolti per recensire l’album dalla compagnia discografica" e lo ha definito un "gotico sgargiante". Andrew Trendell di NME ha assegnato all’album cinque stelle, affermando che "c’è sempre abbastanza cuore nell’oscurità e opulenza nel suono da trattenerti ", ritenendo che si tratti dell’ "album più personale della carriera di Smith. La mortalità potrebbe avvicinarsi ma c’è un colore nel nero e fiori nella tomba".
Éamon de Paor di The Irish Times ha lodato il lavoro, assegnandogli quattro stelle e descrivendolo come "maestosamente desolato, splendidamente cupo", aggiungendo che "si muove come un ghiacciaio a mezzanotte – magnifico, infermabile e con un brivido che si deposita duro e pesante e non se ne va." De Paor ha paragonato il suono dell’album a gruppi come Nine Inch Nails, Cocteau Twins, Pink Floyd e New Order.
Su Metacritic, l'album ottiene un punteggio medio di 93 su 100 indicando il "riconoscimento universale", basato sull'opinione di 23 critici.
Sam Walker-Smart di Clash ha assegnato un voto di 9/10, ritenendo il disco come "uno dei loro più emozionalmente crudi", citando "Endsong" come la traccia migliore dell’album. John Robb di Louder Than War ha dato un voto di 5/5, dicendo che è "un album di capolavori elegiaci e meditabondi che affrontano il dolore della perdita con una musica oscura e magistrale grondante di melodia, sfumature e atmosfera."
Victoria Segal di Mojo ha assegnato all’album quattro stelle su cinque, lodando la voce di Smith: "In un disco così attento agli effetti cataclismatici della mortalità, è notevole quanto la voce di Smith sia fondamentalmente immutata, non incrinata in un gracchiare alla Bob Dylan o immersa in nuove profondità alla Leonard Cohen", notando anche come mancasse una "più approcciabile canzone pop."
Will Hodgkinson del Times ha lodato anch’egli il disco nella sua recensione, scrivendo: “Nel primo disco dei goth rockers in 16 anni, Robert Smith affronta la morte dei propri cari e la propria scomparsa in una musica di grande raffinatezza". Il Times, che ha definito all'unanimità l'album "un capolavoro", ha assegnato al progetto una perfetta valutazione di cinque stelle su cinque.
L'edizione tedesca di Rolling Stone ha criticato l’album per le sue "canzoni piatte che suonano ‘ridondanti’ con introduzioni senza fine”.

## Tracce
1. Alone – 6:49
2. And Nothing Is Forever – 6:54
3. A Fragile Thing – 4:44
4. Warsong – 4:18
5. Drone:Nodrone – 4:46
6. I Can Never Say Goodbye – 6:04
7. All I Ever Am – 5:22
8. Endsong – 10:24

Durata totale: 49:21

## Formazione
- Robert Smith - voce, chitarra, basso a sei corde, tastiere
- Reeves Gabrels - chitarra
- Simon Gallup - basso
- Jason Cooper - batteria, percussioni, loop
- Roger O'Donnell - tastiere

### Produzione
- Robert Smith - produzione, missaggio e ingegneria del suono
- Paul Corkett - produzione, missaggio e ingegneria del suono
- Miles Showell - mastering
- Andy Vella - artwork

## Classifiche

### Classifiche di fine anno
| Classifica (2024) | Posizione |
| ----------------- | --------- |
| Portogallo        | 81        |